# José Jané
José Jané Baqués, nacido en Sabadell el 27 de noviembre de 1899, fue un organista y compositor catalán afincado en Vigo conocido por ser el organista del cine Fraga de Vigo.

## Biografía
Ingresó en el monasterio de Montserrat como niño de coro a los 8 años y debutó como organista a los 13 años acompañando una misa gregoriana.
Llegó a Galicia en 1925 como maestro concertador de la compañía Gari Uset, que dirigía el actor cómico José Uset. Contratado por la Empresa Fraga, llegó a Pontevedra en 1927 como maestro concdrtador de la orquesta del Teatro Principal donde acompañó películas mudas con gran éxito, como atestiguan numerosas noticias en la prensa. Allí conoció a la redondelana María del Carmen Fernández Táboas, hija del dueño del Hotel Europa, con quien se casó. Instaló una academia de música, primero en la calle de la Oliva 64 y luego en la de Michelena 18.
En junio de 1927 compuso música para la zarzuela en tres actos O avarento de Herminia Fariña. Al año siguiente viajó con su mujer a Milán para ampliar sus estudios. En 1929 su contratador, el empresario carballinés Isaac Fraga, lo destinó a Vigo como director de la orquesta del Teatro García Barbón y, junto a su orquesta compuesta por 14 maestros, acompañó películas como El Rey de Reyes de Cecil B. de Mille. Ese mismo año, ya instalado en la ciudad, dirigió la orquesta en el Teatro Tamberlick y tocó como pianista de café en el Derby.
En 1930 nació su hijo Pablo Jané Fernández, y acompañó a cantantes como el tenor gallego José Vales o la soprano argentina Aida Arce. Uno de sus alumnos destacados en ese momento fue el barítono Jesús Paniagua Castro. En 1937 asumió la dirección de la Schola Cantorum de la Agrupación Martín Codax. Tuvo dos hijos más, Mercedes y José-Martín.
A partir de 1949 se convierte en organista del cine Fraga donde actúa durante el descanso entre el NO-DO y la proyección de la película. Este teatro, construido entre 1941 y 1948 y estandarte de la empresa Fraga, estaba dotado de un magnífico órgano al estilo de las salas americanas, cuando el uso de este instrumento estaba en declive debido a la llegada del cine sonoro.
Tras el fallecimiento del compositor y profesor de música de los jesuitas de Vigo José Iglesias Sánchez, pasa a ocupar su puesto.
En 1955, Rogelio Groba, director de la banda de música de La Estrada, estrenó el sainete lírico en dos actos Amor d'a Terra de Jané con letra de Juan López Gacio junto a la Masa Coral da Estrada.
En 1959 asumió la dirección de la capilla Rodulfo, capilla creada por el compositor baionés fallecido en 1956, continuando la actividad musical de este grupo de música religiosa en la década siguiente.
Durante la década de los 60 continuó desarrollando su actividad como organista del Fraga, profesor de música en el colegio de los jesuitas, director de la capilla Rodulfo y pianista acompañante de diversas agrupaciones, entre ellas la coral Casablanca. También fue profesor del organista vigués y propietario de la tienda de música Orpheo, José Carlos Rodríguez.
A finales de los años 60 regresó a Catalunya. Murió el 6 de febrero de 1985 en Sant Just Desvern (Barcelona).

## Obra
- Sueños de artista (1926) Comedia lírica en tres actos con letra de José Paseiro.[23]
- O avarento ( 1927) Zarzuela en tres escenas y un acto con letra de Herminia Fariña.[7]
- Himno a la Belleza (1933).[24]
- Arriba España!! (1937). Revista patriótica en siete cuadros en prosa y verso con letra de Jesús Álvarez Díaz y José Signo.[25]
- Himno de la Hermandad del Silencio (1947). Con letra de Enrique Romero Archidona.[26]
- Amor d'a Terra (1955). Sainete lírico en dos actos con letra de Juan López Gacio, estrenado por Rogelio Groba.[19]
- Misa Flos Carmeli (1958). Estrenada en las fiestas de Santa Cecilia con la orquesta de la Sociedad Filarmónica de Vigo dirigida por Daniel Quintas.[27]
- Estetit Ángelus (1960)[28]
- "Conjunto de seis "lieder" (1960)[29] — No máis fondo, R. Cabanillas. — Arqueiro, R. Cabanillas. — Nacín cand'as prantas nacen, Rosalía de Castro. — Quíxente tanto, Rosalía de Castro. — Letanía aldeán, J. Crecente Vega. Partitura autógrafa para piano y canto depositada en el Museo de Pontevedra, Archivo Musical, Sig. 56/37/34. Composición participante en el "I Festival de la Canción Gallega" en la sección Premio Montes.

- O millor da festa (1961). Fantasía gallega para violín y piano compuesta con el violinista Francisco Aparicio y editada por este último. También transcrito para música de banda por Juan Moldes.[30]